# 打破他
《打破他》為臺灣歌手葛仲珊的一首歌曲，此歌曲收錄在其第一張專輯《Knock Out 葛屁》之中，由顏社在2012年8月15日發行。

## 創作背景
葛仲珊在發行專輯後，接受採訪表示想透過此曲打破對於女性的刻板印象，並認為現代的女性再也不是那個女性得乖乖待在家洗衣煮飯的年代。導演許智彥在事後的訪談表示當時此曲的音樂錄影帶時仍是業餘導演。

## 發行紀錄
| 歌曲       | 日期         | 形式     | 發行公司 |
| ---------- | ------------ | -------- | -------- |
| 《打破他》 | 2012年8月8日 | 數位下載 | 顏社     |

## 迴響與改作
葛仲珊在此次歌曲中自稱「饒舌的鄧麗君」，且憑藉此曲在之後的第24屆金曲獎獲最佳新人獎，並表示「嘻哈終於（在華語樂壇）算流行音樂了」。在關鍵評論網的訪談之中，葛仲珊表示「饒舌的鄧麗君」一名是源自於父母，因為父親唯一欣賞的藝人是鄧麗君，所以期許自己的音樂可以跟她一樣。
妞新聞的娛樂專題主編白貓先生在2013年7月16日對於葛仲珊的音樂作品進行樂評，編者表示：「歌詞中的那句『如果台灣嘻哈有MVP，我就是饒舌的鄧麗君』這句話的印象太衝擊，任何聽過的人都不可能忘記。」
陳大天在第一張專輯《陳大天告白日記》第三波主打曲〈Rock N Roll is Dead〉結合了五月天的〈瘋狂世界〉、盧廣仲「對啊對啊」，及葛仲珊的〈打破他〉，希望能透過〈Rock N Roll is Dead〉這首歌向他喜歡的音樂人致敬。